# Альбер, Филипп
Фили́пп Альбе́р (фр. Philippe Albert; 10 августа 1967, Буйон, Бельгия) — бельгийский футболист. Играл за бельгийские клубы «Шарлеруа», «Мехелен», «Андерлехт», а также за английские «Ньюкасл Юнайтед» и «Фулхэм». Участник чемпионатов мира 1990 и 1994 годов в составе сборной Бельгии.

## Карьера

### Клубная
Летом 1994 года на чемпионате мира в США в составе сборной Бельгии Альбер провёл все три матча и своей надёжной игрой произвел впечатление на Кевина Кигана. Будучи тогда менеджером «сорок» Киган принял решение о покупке защитника и уже в августе Альбер стал игроком «Ньюкасл Юнайтед». За этот трансфер «Андерлехт» получил 2 600 000 фунтов стерлингов. Филипп на момент перехода был уже зрелым состоявшимся игроком. Ему было 27 лет. И игровой номер он себе взял тоже 27. Дебют за команду состоялся 21 августа 1994 года в матче против «Лейстер Сити», который закончился победой со счётом 3:1. В итоге Альбер уверенно занял место в стартовом составе «Ньюкасл Юнайтед». За пять сезонов в полосатой майке сорок Альбер провёл 96 матчей и забил 8 голов.
Именно в эти годы «Ньюкасл» из середняка превратился в одного из лидеров Премьер-лиги и попал в Лигу чемпионов. На международном уровне клуб тоже не потерялся. Альбер участвовал в победе над «Барселоной» со счётом 3:2. У руля клуба в то время уже был Кенни Далглиш, которого позднее сменил Рууд Гуллит. Именно нидерландец в сезоне 1998/99 отправил Альбера в аренду в «Фулхэм», где он провёл 13 матчей и забил 2 гола. После этого сезона Филипп принял решение вернуться на родину в клуб «Шарлеруа», где он начинал свою карьеру. Бельгийцы купили защитника за 600 000 фунтов стерлингов. Там он провёл 14 матчей и забил 1 гол, после чего завершил выступления в большом футболе летом 2000 года.

### В сборной
За сборную Бельгии провел 40 матчей, забил 5 голов. Дебютировал 26 июня 1990 года на чемпионате мира в матче против сборной Англии. Матч закончился со счётом 1:0 в пользу англичан. Также был участником чемпионата мира 1994. Карьеру в сборной завершил в 1997 году. 

## Достижения
- Обладатель бельгийской золотой бутсы 1992 года.
- Входит в состав сборной английской Премьер-лиги сезона 1995/96.
- Входит в список 100 лучших легионеров английской Премьер-лиги (по версии журнала англ. FourFourTwo).